# Saša Gedeon
Saša Gedeon (* 29. srpna 1970, Praha) je český filmový režisér a scenárista.

## Život
Vyrůstal v Kladně, kde také absolvoval gymnázium. Režii studoval na pražské FAMU, některé jeho studentské filmy se dočkaly různých ocenění. Promoval v roce 1996. Poté na FAMU působil jako vedoucí dílny a učil adepty režie. Jeho prvním celovečerním filmem bylo Indiánské léto (1995) natočené volně na motivy povídky Francise Scotta Fitzgeralda. Díky tomuto snímku byl Gedeon označen za pokračovatele tradice nové vlny českého filmu z šedesátých let. Jeho druhý film Návrat idiota (1999), inspirovaný románem F. M. Dostojevského, byl oceněn pěti Českými lvy. Od té doby natočil několik menších snímků a reklam. V současnosti[kdy?] připravuje společně se scenáristkou Světlanou Stehlíkovou film Klíč ke snu.

## Filmografie
- Indiánské léto (1995) – námět, scénář, režie
- Návrat idiota (1999) – scénář, režie